# Notre-Dame de la Couture (Bernay)

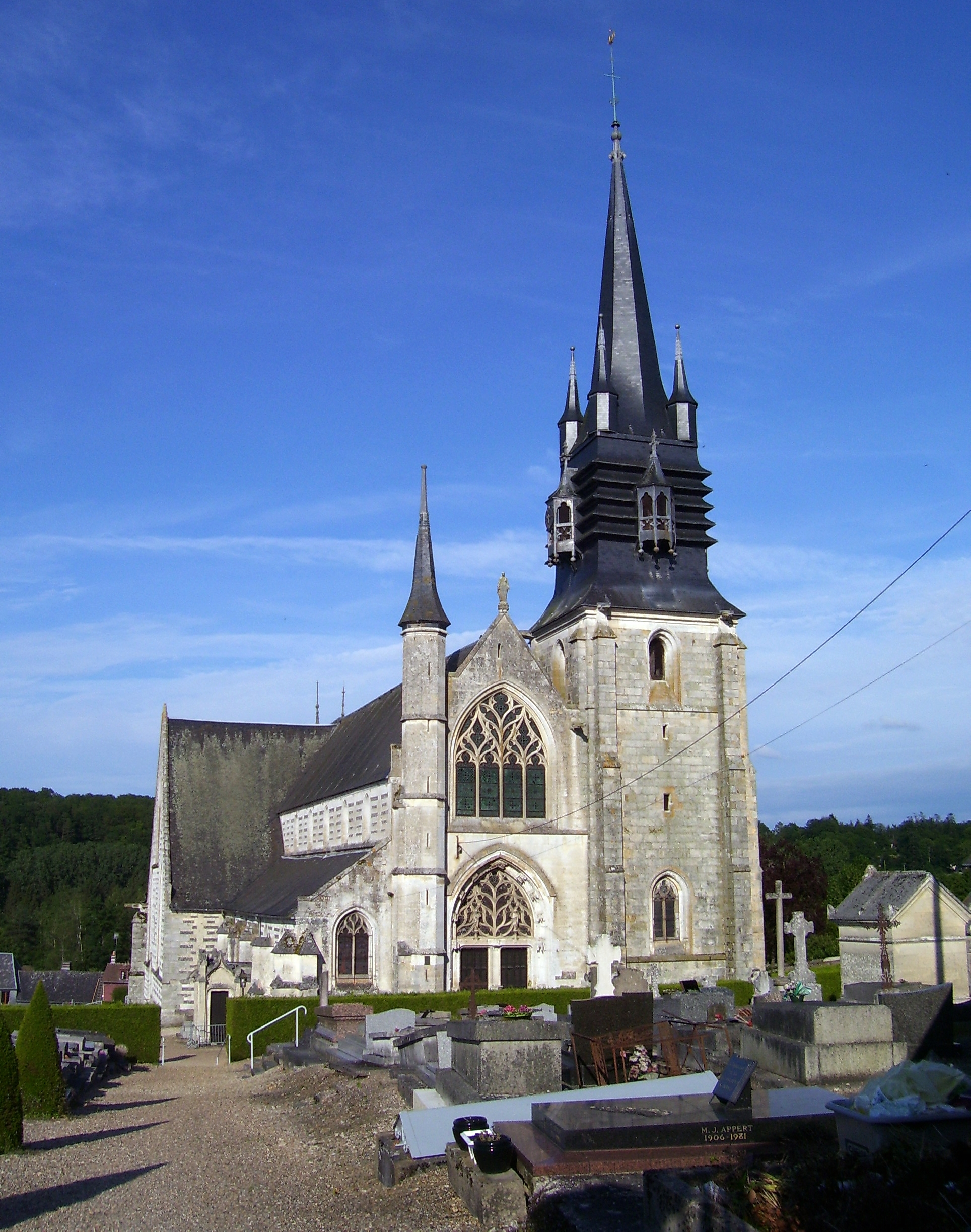
Basilika Notre-Dame de la Couture

Die Basilika Notre-Dame de la Couture ist eine römisch-katholische Kirche in Bernay in der Normandie, Frankreich. Die Liebfrauenkirche gehört als Teil der Pfarrgemeinde Notre Dame de Charentonne zum Bistum Évreux. Die Kirche hat den Rang einer Basilica minor und ist als Monument historique denkmalgeschützt. Sie wurde im 14. Jahrhundert erbaut und im 16. Jahrhundert erweitert.

## Geschichte
Die Basilika Notre-Dame de la Couture wurde von 1340 bis ungefähr 1400 an der Stelle einer Kapelle aus dem 11. Jahrhundert erbaut, von der Reste unter anderem in der Krypta erhalten sind. Sie lag ursprünglich außerhalb der Stadtmauern. Sie ist im 16. Jahrhundert mit der Zunahme der Pilger im Querhaus und durch den Chorumgang vergrößert worden, der Glockenturm wurde 1615 erneuert. Das Gebäude wurde Ende des 19. Jahrhunderts einer umfassenden Restaurierung unterzogen und erhielt eine neugotische Vorhalle.
1949 wurde die Kirche durch Papst Pius XII. zur Basilica minor erhoben. Dies wurde im Mai 1950 durch den päpstlichen Nuntius Roncalli, den späteren Papst Johannes XXIII. feierlich vollzogen.

## Architektur
Die etwa geostete Wallfahrtskirche ist von einem Friedhof umgeben. Die dreiteilige Westfassade besitzt in der Mitte ein zweiflügeliges Portal mit einem mittigen Pfeiler, darüber ein gemauertes, spitzbogiges Tympanon mit gemauerter Füllung gekrönt werden. Oben öffnet sich ein Spitzbogenfenster mit flamboyanter Gestaltung. Auf der linken Seite erhebt sich schmaler runder Turm, gestützt von einem Strebebogen, rechts wird der massive Glockenturm mit einer hohen Turmspitze des Kreisker-Typs gekrönt. Die dreischiffige Basilika besitzt den Grundriss eines lateinischen Kreuzes. Die Decken sind als getäfelte Tonnengewölbe ausgeführt. Die Seitenschiffe werden nach dem Querschiff als Chorumgang mit einem Kapellenkranz fortgeführt, abschließend mit einer großen Scheitelkapelle zur Verehrung Mariens. Unter dem Chor befindet sich die Krypta, bestehend aus einem schmalen Gang, an dessen Ende sich ein kleiner Altar befindet.

## Ausstattung

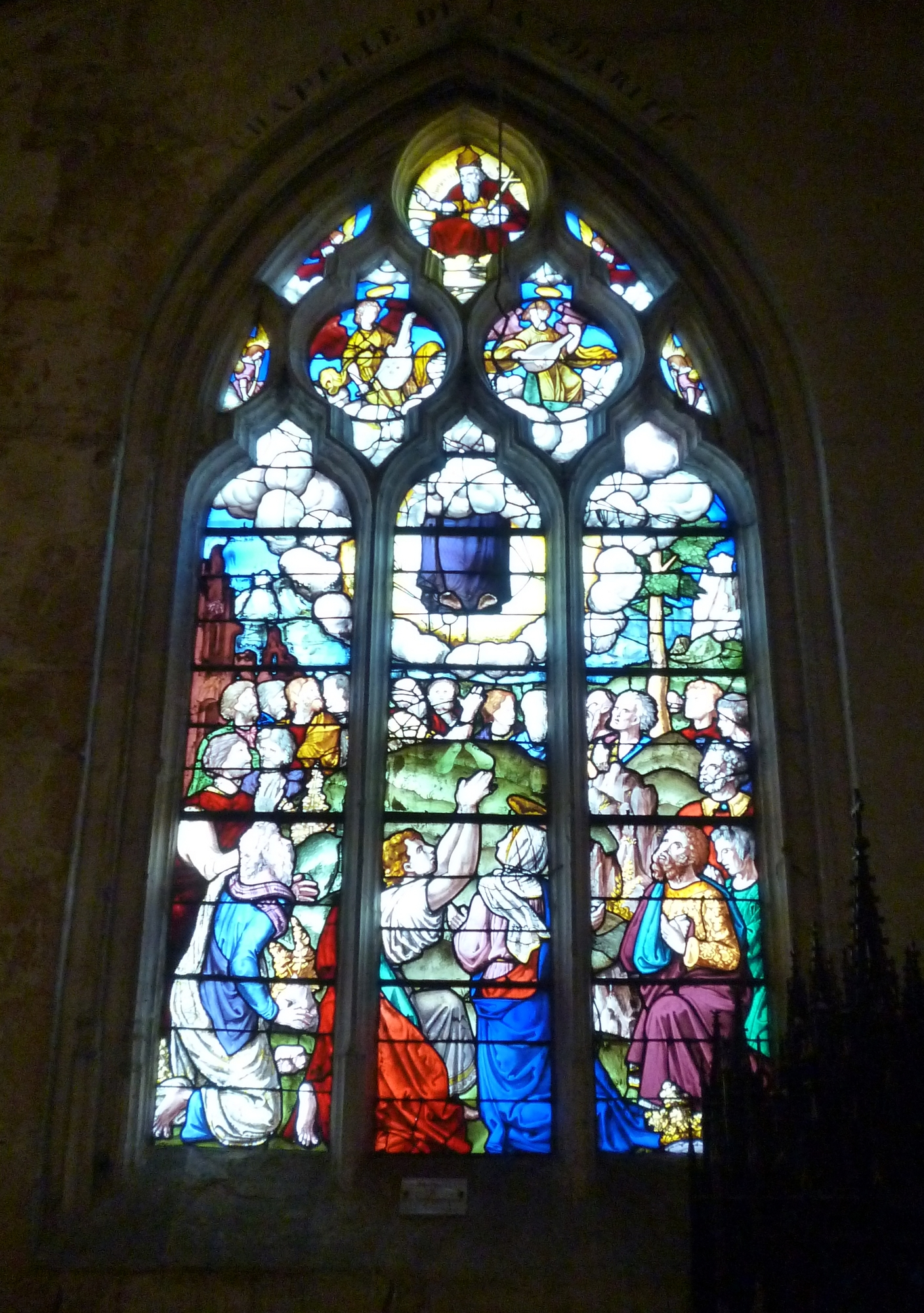
Buntglasfenster Mariä Himmelfahrt

Alle Fenster sind mit Glasmalereien aus dem 15. bis 19. Jahrhundert ausgestattet. Das Fresko in der Krypta wurde 1939 von Marie Baranger (1902–2003) gemalt.
Zum Geläut gehören zwei denkmalgeschützte Glocken, eine wurde um 1500 von Cardin Buffet gegossen, die andere 1658 von N. Buret hergestellt und trägt eine Inschrift zu Ehren ihrer Stifter.
Die Orgel aus dem Jahr 1880 stammt vom Rouener Hersteller Hubert Krischer. Sie hat 21 Register und wurde 2007 von Denis Lacorre instand gesetzt.